# Torvoneustes
Torvoneustes es un género extinto de metriorrínquido mesoeucrocodiliano. Es conocido de un cráneo parcial y algunos restos postcraneales que han sido hallados en la arcilla de Kimmeridge de Wiltshire, Inglaterra y de Oaxaca, México. El cráneo fue el primer resto hallado, siendo originalmente asignado a la especie Metriorhynchus superciliosus. Con los fósiles adicionales que se descubrieron más adelante, se reconoció como una nueva especie, en el género Dakosaurus, D. carpenteri. D. carpenteri fue luego reasignado al género Geosaurus en 2008. Más recientemente, se le ha asignado su propio género, Torvoneustes.
Cuando T. carpenteri era considerado una especie de Dakosaurus, su hocico relativamente largo junto a sus dientes pequeños y numerosos dieron pie a que se considerara que retenía características de los metriorrínquidos más basales. Debido a esto, la especie era vista como una forma transicional entre los metriorrínquidos de hocico largo y piscívoros y las especies de hocico corto hipercarnívoras de Dakosaurus.
Mientras que Dakosaurus y Geosaurus tiene denticiones zifodontas (es decir, con dientes aserrados y lateralmente comprimidos) Torvoneustes es único ya que posee una dentición zifodonta falsa. El ancestro común de Dakosaurus y Geosaurus seguramente tenía esta dentadura zifodonta, y si bien Torvoneustes es también descendiente de ese ancestro común, es posible que perdiera de manera secundaria este tipo de dentición. Por otro lado, es igualmente posible que tanto Dakosaurus como Geosaurus adquirieran denticiones similares independientemente, y que Torvoneustes no fuera descendiente de un ancestro zifodonte.
El nombre de la especie es en homenaje de Simon Carpenter, un geólogo aficionado de Frome en Somerset, quien proveyó el acceso al material fósil.